# Kayentatherium
Kayentatherium is een geslacht van uitgestorven tritylodontide Cynodonta, dat leefde tijdens het Vroeg-Jura. Het is een van de twee tritylodonten van de Kayenta-formatie in het noorden van Arizona.
Kayentatherium is benoemd naar de geologische Kayentaformatie waarin het werd gevonden en is bekend van verschillende exemplaren. De soortnaam eert paleontoloog Samuel Welles, die samenwerkte met het University of California Museum of Paleontology in een groot deel van het baanbrekende werk aan de paleontologie van de Kayentaformatie.

## Beschrijving
Het was ongeveer een meter lang, de schedel was meer dan twintig centimeter lang. Het was een robuust en gedrongen dier met een grote kop en een stevige ruggengraat.

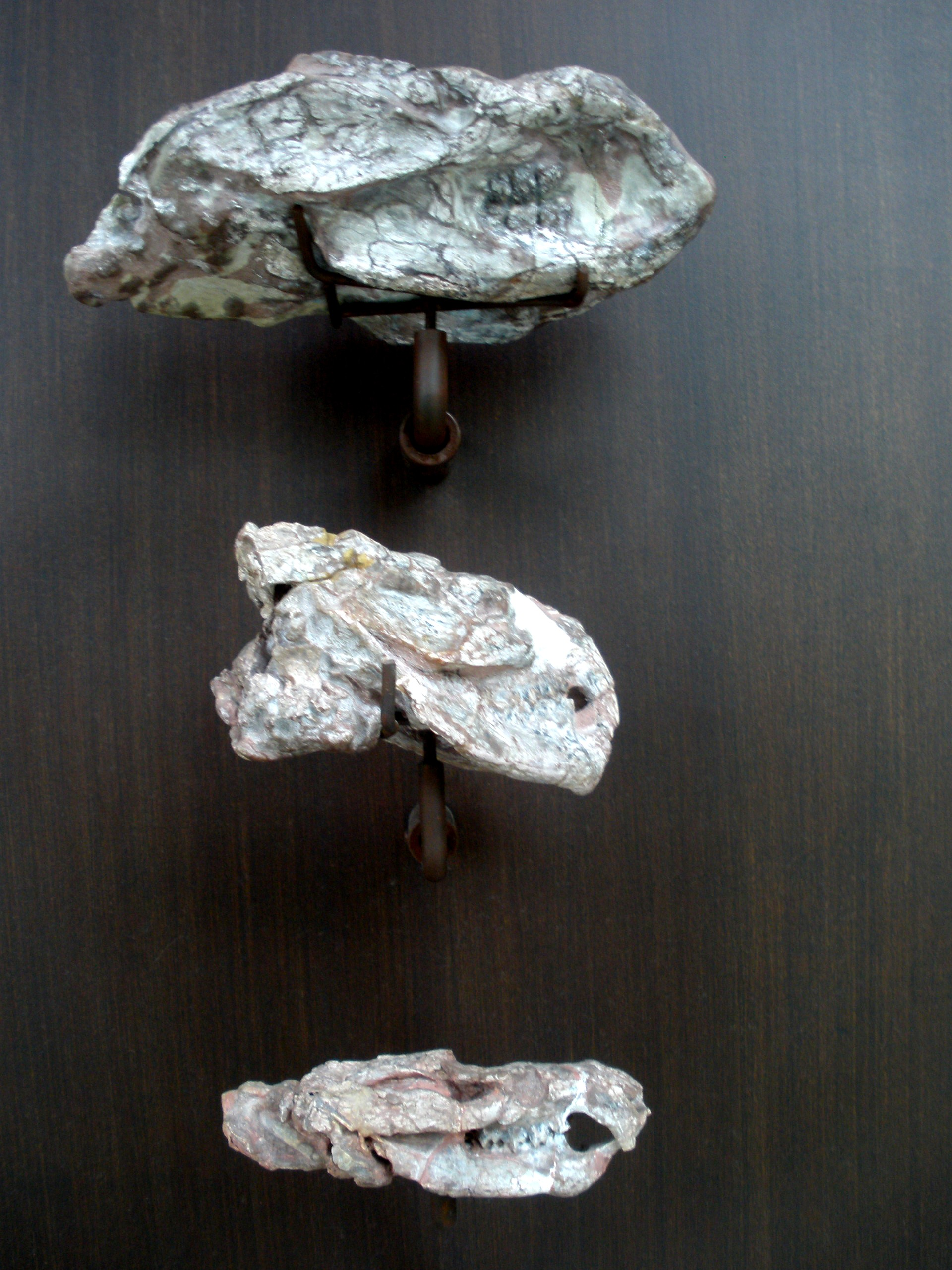
Een groeireeks van schedeltjes

Sommige onderzoekers denken dat het misschien semi-aquatisch was, met aanpassingen waarvan vroeger werd gedacht dat ze graafgewoonten aangaven die nu worden geïnterpreteerd als een beginnende specialisatie in een door de ledematen aangedreven voortstuwing onder water. Lichte afplatting en golving van de staartwervels suggereren ook specialisaties voor een semi-aquatische ecologie. Als dit het geval was, zou het een van de vroegste voorbeelden zijn van semi-aquatisch specialisatie in het fossielenbestand van zoogdieren of hun vroege verwanten.

## Geschiedenis
Het eerste tritylodontide materiaal dat in de Kayentaformatie werd gevonden, werd verzameld in de jaren 1950 en verder materiaal werd in 1977 en 1982 verzameld door een team onder leiding van Farish Jenkins. Ook gevonden in dezelfde rotsen waren Dinnebitodon amarali en Nearctylodon broomi, maar de laatste werd later beschouwd als een juveniel exemplaar van Kayentatherium en werd dus een synoniem.

## Voortplanting
Een vondst in 2000 van Kayentatherium wellesi uit de Kayentaformatie van Arizona werd onderzocht met een microCT-scan en onthulde een volwassene met ten minste achtendertig perinaten, pas uitgekomen jongen, een aantal dat aanzienlijk hoger is dan enig levend zoogdiernest. De grootte van de groep suggereert een broedsel eieren. Perinaten hadden vergelijkbare schedelverhoudingen als volwassenen, met goed ontwikkelde tanden, en waren mogelijk in staat om voor zichzelf te zorgen bij de geboorte. Een allometrische studie toont aan dat tritylodontiden in dit stadium verhoudingsgewijs kleinere hersenen hadden dan perinaten van zoogdieren, wat de hypothese ondersteunt dat de evolutie van grotere hersengrootte bij vroege zoogdieren geassocieerd was met veranderingen in de reproductiestrategie om meer ouderlijke energie te investeren in een kleiner aantal nakomelingen, de K-strategie.